# Фицморис, Томас, 1-й граф Керри
Томас Фитцморис, 1-й граф Керри (англ. Thomas FitzMaurice, 1st Earl of Kerry; 1668 — 16 марта 1741) — ирландский пэр и политик.

## Биография
Родился в 1668 году. Старший сын Уильяма Фицмориса, 20-го барона Керри (1633—1696/1697), и Констанс Лонг (1637—1685).
Он сменил своего отца в марте 1696/1697 года и был назначен членом Тайного совета Ирландии до апреля 1711 года. Он был назначен 1-м графом Керри 17 января 1723 года вместе с титулом 1-го виконта Кланмориса (Пэрство Ирландии). У него был некоторый военный опыт, и даже его внук лорд Шелберн, в особенно враждебном очерке характера, признал, что он проявил мужество и талант солдата. Он был известен своим вспыльчивым характером, и даже в том возрасте, когда дуэли Было обычным делом, ему сделали выговор и ненадолго посадили в тюрьму за то, что он вызвал Джона Метуэна, лорда-канцлера Ирландии, на дуэль.
Томас Фицморис был членом ирландской палаты общин от графства Керри с 1692 по 1697 год.

## Семья
14 января 1692 года Томас Фицморис женился на Энн Петти (1671 — ноябрь 1737), дочери ученого и философа сэра Уильяма Петти (1623—1687) и его жены Элизабет Уоллер, баронессы Шелберн (1636—1708), дочери сэра Хардресса Уоллера (ок. 1604—1666). У них было пятеро детей:
- Уильям Фицморис, 2-й граф Керри (2 марта 1694 — 4 апреля 1747), старший сын и преемник отца
- Джон Петти Фицморис, 1-й граф Шелберн (1706 — 14 мая 1761)
- Леди Элизабет Энн Фицморис (? — 17 декабря 1757), которая в 1712 году вышла замуж за Мориса Кросби, 1-го барона Брэндона[англ.] (1689—1762)
- Леди Арабелла Фицморис[англ.] (1707 — 18 марта 1792), которая в 1727 году вышла замуж за полковника Артура Денни и была известным филантропом
- Леди Шарлотта Фицморис (? — 9 октября 1774), которая в 1741 году вышла замуж за сэра Джона Колтхерста, 1-го баронета[англ.] (? — 1775).

## Описание
Томас Фицморис был дедом Уильяма Петти Фицмориса, 2-го графа Шелберна, премьер-министра Великобритании (1782—1783). Лорд Шелберн оставил самый нелестный портрет своего деда как «тирана»… самый суровый и негибкий характер, какой только можно себе представить, упрямый и негибкий… его семья не любила его, но боялась его, как и его слуги". Он хвалил свою бабушку Энн Петти (которую он никогда не знал лично) как женщину высшего ума и силы, которая была единственным человеком, который мог управлять её мужем. К его портрету дедушки следует относиться с осторожностью: он основан в основном на воспоминаниях о нём других людей, поскольку Уильяму не было и четырёх лет, когда его дед умер, и, следовательно, он едва мог его помнить.